# Lithuanian International 2017
Die Lithuanian International 2017 im Badminton fanden vom 8. bis zum 11. Juni 2017 in Kaunas statt.

## Die Sieger und Platzierten
| Disziplin    | Gold                            | Silber                             | Bronze                          |
| ------------ | ------------------------------- | ---------------------------------- | ------------------------------- |
| Herreneinzel | Kai Schäfer                     | Léo Rossi                          | Søren Toft Hansen               |
| Herreneinzel | Kai Schäfer                     | Léo Rossi                          | Simon Wang                      |
| Dameneinzel  | Anne Hald                       | Tereza Švábíková                   | Kristin Kuuba                   |
| Dameneinzel  | Anne Hald                       | Tereza Švábíková                   | Akvilė Stapušaitytė             |
| Herrendoppel | Elias Bracke Léo Rossi          | Łukasz Moreń Wojciech Szkudlarczyk | Eloi Adam Samy Corvée           |
| Herrendoppel | Elias Bracke Léo Rossi          | Łukasz Moreń Wojciech Szkudlarczyk | Adam Gozzi Carl Harrbacka       |
| Damendoppel  | Kristin Kuuba Helina Rüütel     | Anne Hald Lisa Kramer              | Sara Boyle Rachael Darragh      |
| Damendoppel  | Kristin Kuuba Helina Rüütel     | Anne Hald Lisa Kramer              | Ksenia Evgenova Ekaterina Kut   |
| Mixed        | Ciaran Chambers Sinead Chambers | Filip Budzel Tereza Švábíková      | Jeppe Ludvigsen Astrid Molander |
| Mixed        | Ciaran Chambers Sinead Chambers | Filip Budzel Tereza Švábíková      | Søren Toft Hansen Lisa Kramer   |